# Jewgeni Alexandrowitsch Petrow
Jewgeni Alexandrowitsch Petrow (russisch Евгений Александрович Петров; * 16. Oktober 1938 in Moskau, Russische SFSR) ist ein ehemaliger sowjetischer Sportschütze. Er war in der Disziplin Skeet aktiv.

## Erfolge
Jewgeni Petrow, der für ZSKA Moskau startete, nahm an den Olympischen Spielen 1968 in Mexiko-Stadt und den Spielen 1972 in München teil. Als einer von drei Schützen erzielte er 1968 insgesamt 198 Treffer. Im anschließenden Stechen traf er als einziger sämtliche 25 Ziele und wurde somit Olympiasieger vor Romano Garagnani und Konrad Wirnhier. Vier Jahre darauf war er mit 195 Treffern abermals einer von drei Schützen, die den Bestwert erzielten. Neben Petrow gingen noch Konrad Wirnhier und Michael Buchheim ins Stechen. Wirnhier traf alle Ziele, während Petrow eines verfehlte und damit die Silbermedaille erhielt, da Buchheim nur 23 Treffer gelangen.
1967 wurde Petrow in Bologna zunächst Vizeweltmeister, ehe er 1970 in Phoenix den Titel gewann. Auch mit der Mannschaft sicherte er sich 1970 den Titel und verteidigte ihn 1971 in Bologna und 1973 in Melbourne.